# Max Borgueil
Max Borgueil (né Georges Rens à Liège en 1877 et mort à Bruxelles en 1932) est un poète et romancier libertaire.

## Biographie
Il collabore à de nombreux titres de la presse libertaire belge dont Le Réveil des travailleurs, Émancipation, Le Flambeau (avec Jules Mestag,), L’Insurgé, Le Combat social.
Il est proche de Émile Chapelier, de la communauté libertaire L'Expérience de Stockel (Bruxelles) et du Groupement communiste libertaire.

## Œuvres
- Bibliothèque royale de Belgique : bibliographie.
- L'heureuse anarchie : action individualiste pour l’émancipation, Liège, Le Réveil des travailleurs, 1901[5],[6].
- Les Mémoires du Juif errant, Paris-Bruxelles, Librairie moderne, 1922[7].
- Du couvent au harem, Action individualiste pour l'émancipation, Cercle de libre-pensée d'Angleur, non daté[8].
- Avec eux là-bas..., Bruxelles: “L'Equerre„, [s.d.][9].